# 螣蛇九
仙王座ε，又名BD+56 2741，HD 211336、SAO 34227、HR 8494，是仙王座的一颗恒星，视星等为4.19，位于銀經102.86，銀緯0.4，其B1900.0坐标为赤經22h 11m 20.9s，赤緯+56° 0.4′ 41″。